# Palec drugi
Uzasadnienie: Palec drugi nie jest na tyle różny od pozostałych, aby zasługiwał na osobny artykuł

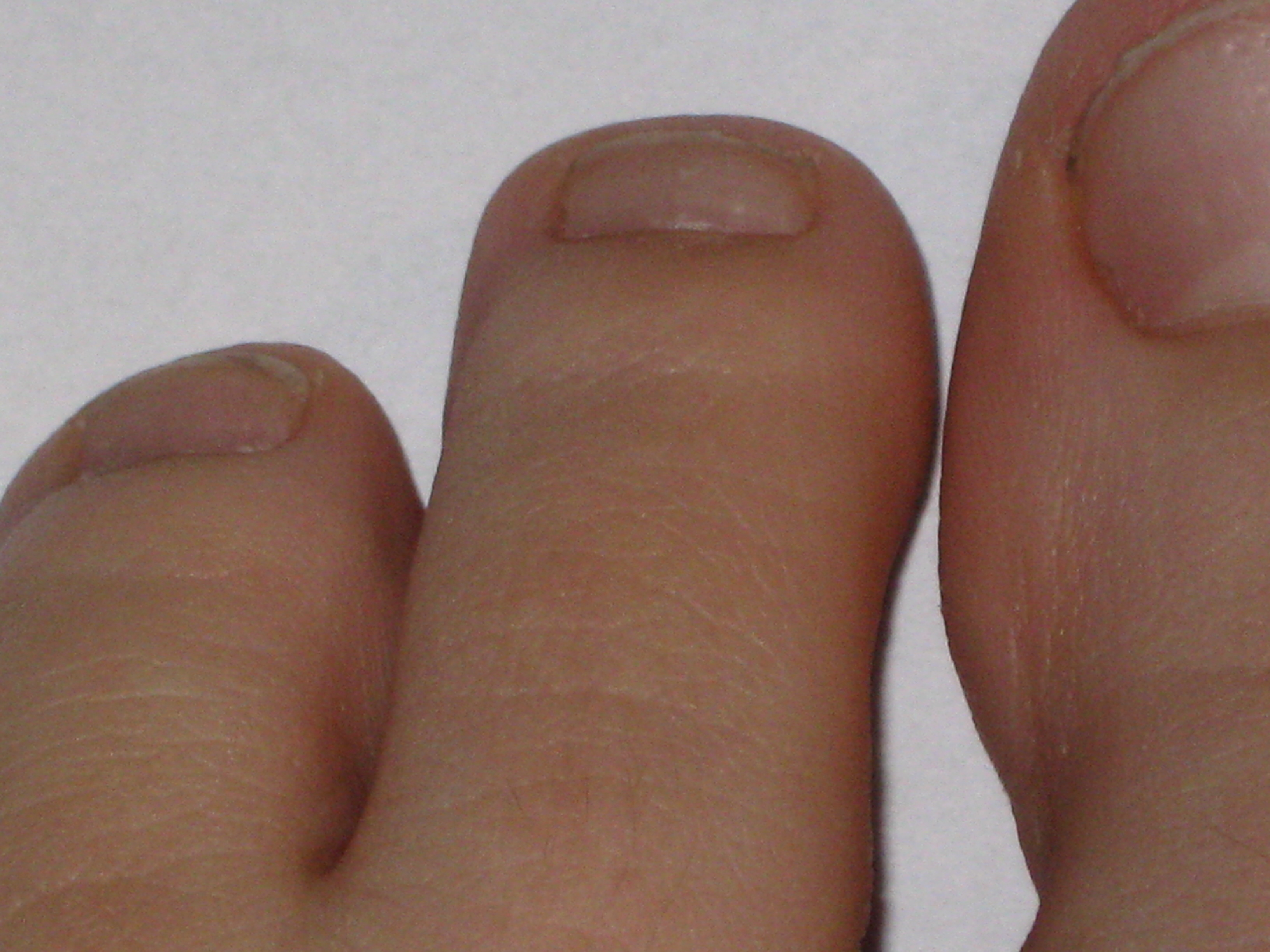
Palec drugi

Palec drugi (łac. digitus secundus) – palec stopy umiejscowiony pomiędzy paluchem a palcem trzecim. Jego położenie jest analogiczne do położenia palca wskazującego u ręki.
Zbudowany jest tak jak inne palce stopy (z wyjątkiem palucha), czyli z 3 paliczków (bliższego, środkowego i dalszego) oraz 3 więzadeł.